# 花譜
花譜（かふ、KAF、2003年12月 - ）は、KAMITSUBAKI STUDIO所属の日本のバーチャルシンガーである。現在は自ら楽曲を制作するバーチャルシンガーソングライターでもある。

## 概要
日本の東北地方出身。東京在住。2018年10月からYouTubeやInstagram、TikTokなどで活動を行っている。活動初期から素顔を明かさず、独特な歌声と世界観を持ち、3Dモデリングされたアバターを用いて活動している。
初期のオリジナル楽曲は全てカンザキイオリが提供していた。現在では様々なアーティストとのコラボレーションを行うほか、自身でも曲を作っている。その他J-POPやボーカロイド曲のカバーも投稿している。声質は特徴的なウィスパーボイスであると評される。
キャラクターデザインはPALOW.が担当している。ファンネームは「観測者」で、下記のV.W.Pの他のメンバーのファンネームと呼び分けるため、2020年5月29日に放送された「花達と椿と君。」以降、特に花譜のファンの名称は「観測者花組」（かんそくしゃ はなぐみ）と呼ばれる。
「花譜」という名前はプロデューサーであるPIEDPIPERが考えたものである。もともと考えられていたものは花譜の本名に近く、身バレを防ぐために変更された。名前の由来は本人のパーソナルな部分に深く関わるため伏せられているが、アジアから発信しているというアピールも込め、当初から漢字二文字が良いという想定があった。
2021年3月14日に開催された『花譜 2nd ONE-MAN LIVE「不可解弐Q2」』以降、理芽、春猿火、ヰ世界情緒、幸祜とともに5人の「電脳の魔女」からなる、ライブ中で結成されたバーチャルアーティストグループV.W.P としても活動している。

## 来歴と活動

### 音楽活動
小学生の頃、HoneyWorksの楽曲を歌っていた鎖那に影響され、自身もネットへ歌の投稿を始める。2017年に当時13歳で音楽アプリを用いて自身の歌を投稿したことにより、プロデューサーPIEDPIPERに見出された。PIEDPIPERが花譜を見出してから、地理的、また年齢的な問題から直接やりとりしレコーディングできるまで長い時間がかかった。初めてのレコーディングでは立ち会ったマネージャーやエンジニアを驚かせたと伝わる。
2018年10月16日にYouTubeチャンネルが開設され、10月18日にデビューし、12月6日にオリジナル楽曲「糸」を初めて投稿した。「糸」はiTunesのトップソングチャートのJ-POP3位、総合9位にランクインした。2018年末に行われたバーチャル音楽イベント『Count0』では、第一部の最後の出演者となり、フォロワー数を大きく伸ばした。活動を始めた当時は「自分ではない誰か」が自分の声で喋っている感覚であったとのちに語っている。
2019年2月1日から、高校受験準備のために一時活動を休止した。受験後3月20日から活動を再開した。再開に際し、3月22日にバラード曲「雛鳥」を投稿した。
2019年5月15日に1st EP『花と心臓』をリリースした。2020年7月22日に2nd EP『花と解答』をリリースした。タイトルの『花と解答』は、『花と心臓』と同様に花譜の花をとって「花と～」で統一し、収録曲「アンサー」を踏まえ、色々な意味でそれぞれの「解答」を曲で感じ取ってもらいたいという思いを込め、カンザキイオリらと相談して決めた。『花と解答』収録に当たっての自身の成長について、ボイストレーニングを始めてから、以前に比べ声を張ってもバテずに、少し太い、胸に響く感じの声の出し方がなんとなく掴めるようになり、自身の声が変わったなと感じたと語る。3rd EP『GSAは、それから長い間を空けた2024年5月22日にリリースされた。
これまでオリジナルアルバムは α と β の2形態として発売され、そのリミックスアルバムとして末尾に γ を付したアルバムがリリースされている。2019年9月11日に1st アルバム『観測』を発売した。同年12月25日に、ボカロPたちによるそのリミックスアルバム『観測γ』を発売した。2020年11月25日に2nd アルバム 『魔法』を発売した。2021年12月22日、Remix Album 第二弾『魔法γ』を発売。2023年3月8日に3rd アルバム『狂想』を発売した。花譜のメインコンポーザーであるカンザキイオリのTHINKR卒業が発表されて『狂想』は花譜とカンザキイオリのラストタッグアルバムとなった。2024年3月27日にその Remix Album『狂想γ』が発売された。また、2024年12月25日には4th アルバム『寓話』が発売された。2025年7月16日には、そのリミックスアルバム『寓話γ』がリリースされる。
2019年6月28日公開の映画『ホットギミック ガールミーツボーイ』で用いられた「夜が降り止む前に」が自身初の映画主題歌となった。監督の山戸結希がデビュー前の花譜のカバー音源を聴き、心を掴まれたことがこの抜擢に繋がった。以降様々な作品の主題歌や劇中歌として取り上げられている。「アンサー」はテレビアニメ『ブラッククローバー』の第11クールエンディングテーマとなっている。2020年7月9日に NetFlix で配信された『日本沈没2020』ではグランドエンディングテーマとして「景色」が用いられた。2021年5月19日に配信された「例えば」は映画『映画大好きポンポさん』の挿入歌となっている。2023年8月に発表されたMAISONdesの楽曲「トウキョウ・シャンディ・ランデヴ feat. 花譜, ツミキ」は、テレビアニメ『うる星やつら』2022年第1クールのエンディングテーマとして用いられ、ストリーミングは累計1億再生以上となった。
2021年10月18日にデビュー3周年を迎え、同年10月27日にそれを記念して、リアルのアーティストおよびコンポーザーを中心としたコラボレーション企画の「組曲」が始まった。「組曲」は2024年1月3日、第15弾の「愛のまま」を以て完結した。2024年1月14日に開催された『花譜 4th ONE-MAN LIVE「怪歌」』ではその続編「組曲2」の開始が発表された。
2022年8月24日に開催されたワンマンライブ『不可解参(狂)』では、自身が作詞・作曲を行った「マイディア」を発表し、「バーチャルシンガーソングライター」となった。「マイディア」はファン「観測者」に向けて制作した曲である。2023年3月4日の『不可解参(想)』でも、自身が作詞・作曲を行った新曲「リメンバー」を発表した。「リメンバー」はカンザキイオリに向けて作った曲である。20歳を迎えた『怪歌』を機に、彼女自身が制作したオリジナル曲のみを歌う、シンガーソングライターとしての存在を「廻花」として分岐させて、同時に活動していくことになった。『怪歌』では、廻花自身が作詞・作曲を行った「かいか」や「ターミナル」など5曲が初めて披露された。「マイディア」や「リメンバー」長らく未収録作品であったが、2025年3月26日に発売される廻花としての 1stアルバム『うまれるまえからきみをしってる』に収録されることとなった。
また、メインコンポーザーとして花譜の楽曲を制作してきたカンザキイオリが KAMITSUBAKI STUDIO を卒業して以降の花譜オリジナル楽曲は、PIEDPIPER が選出した複数のクリエイターにより制作され、歌を継承するという意味で「歌承曲」と名付けられた。歌承曲は『怪歌』にて6作品が披露された。
それぞれの楽曲のミュージックビデオは日本各地、特に東京近郊で撮影されている。

### ライブの開催

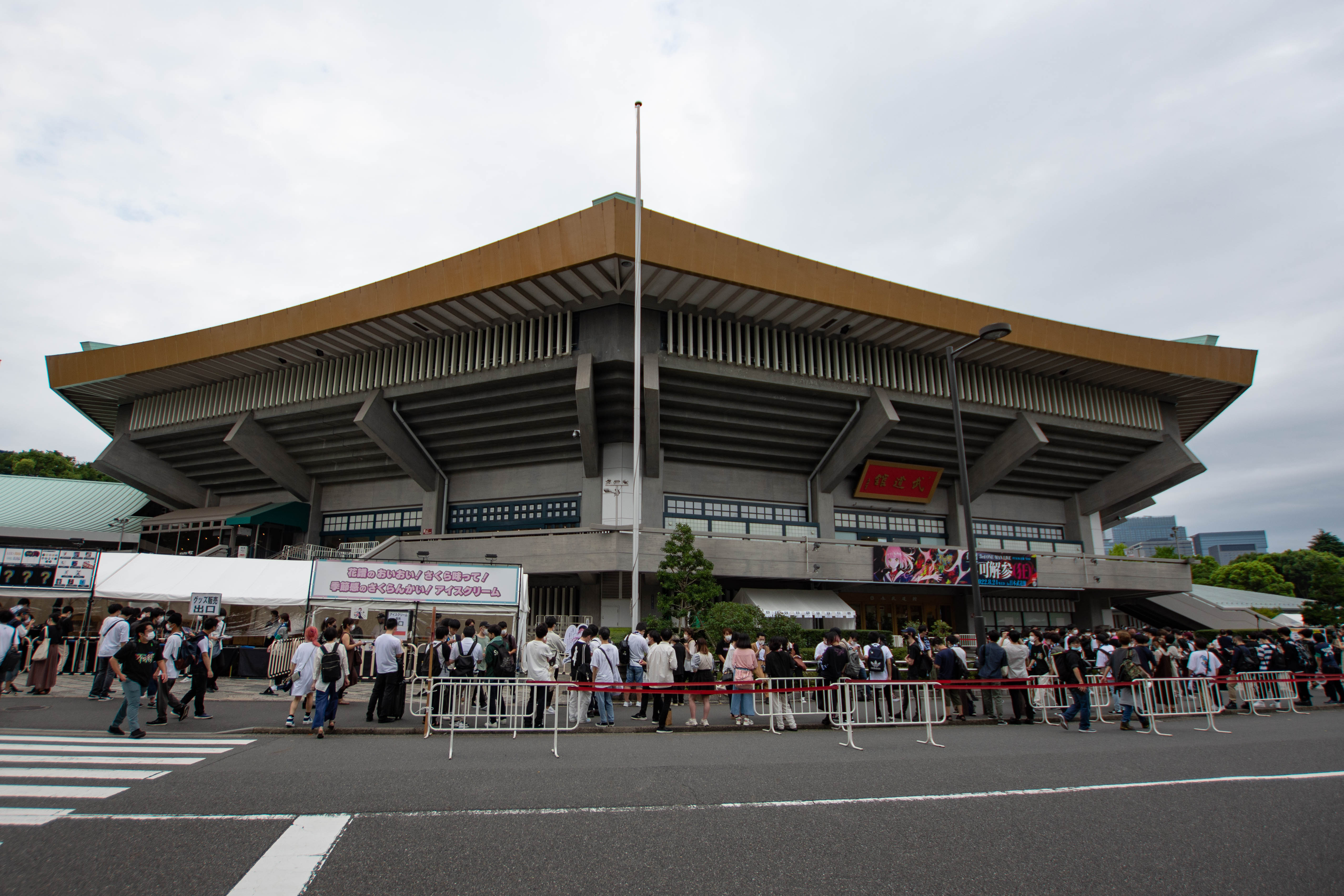
『花譜 3rd ONE-MAN LIVE「不可解参(狂)」』が開催された日本武道館（2022年8月24日）。

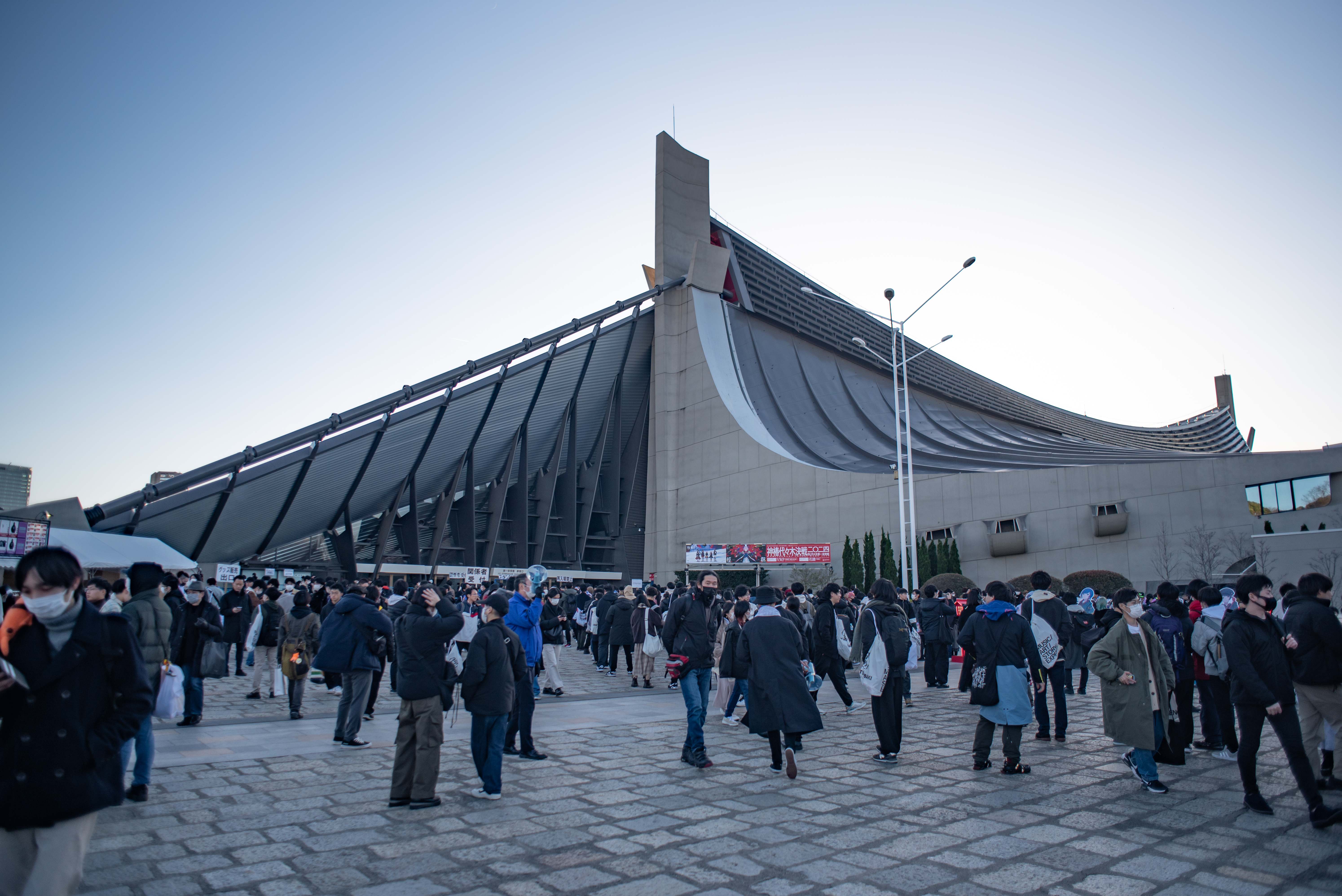
『花譜 4th ONE-MAN LIVE「怪歌」』会期中の国立代々木競技場 第一体育館（2024年1月14日）。

2019年8月1日にLIQUIDROOMで初めてのワンマンライブ『花譜 1st ONE-MAN LIVE「不可解」』を開催した。1st ワンマンライブのクラウドファンディングでは目標金額500万円に対し、4000万円以上の支援金を達成した。花譜自身は初めてのライブで実際にファンの存在を目の当たりにし、それまで自分のこととして捉えられていなかったバーチャルの「花譜」の存在を自分自身の拡張として実感できたと語っている。このライブ以降、2023年までの花譜のワンマンライブのシリーズは『不可解』と題されている。2020年3月23日にそれを再構築した無観客配信ライブ『花譜 1st ONE-MAN LIVE「不可解(再)」』をZepp DiverCityで開催し、10月10日に『2nd ONE-MAN LIVE「不可解弐 Q1」』を配信ライブとして開催した。2021年3月13日に『2nd ONE-MAN LIVE「不可解弐 Q2」』をYouTubeライブとして全編無料配信し、6月11日から12日に豊洲PITにて『2nd ONE-MAN LIVE「不可解弐 REBUILDING」』として再構築したライブを開催した。『不可解弐 REBUILDING』では、花譜自身が劇中のポエトリーリーディングの映像の言葉を手掛けている。このライブ開催に向けて実施したクラウドファンディングでの支援額は目標の275%を超える82,609,888円であった。2022年3月26日に、『3rd ONE-MAN LIVE「不可解参(狂)」』の開催が発表された。2022年5月16日に開催場所が日本武道館と発表され、8月24日に開催された。バーチャルな存在（バーチャルYouTuber）として初めての日本武道館ワンマンライブであった。ゲストとしてたなか、大森靖子、東京ゲゲゲイのMIKEYらが出演した。終演後、「花譜10大プロジェクト」のうち未発表だった5つが発表された。そのうちの一つはライブシリーズ『不可解』の完結編の開催であった。完結編として2023年3月4日に『花譜 3rd ONE-MAN LIVE「不可解参(想)」』が開催された。ライブシリーズ『不可解』に続いて、V.W.Pのライブシリーズ「SINKA LIVE」が開催されることが決定し、『不可解参(想)』はそのEpisode.00として位置づけられた。
これまでカバー曲ライブも配信している。2020年6月14日にYouTube上でKAF LIVE STREAMING COVER LIVE「アイスクリームライブ」が配信された。そしてこのライブは音源化され、カバーライブアルバム『I SCREAM LIVE』として発売された。第2弾として2023年1月28日にKAF LIVE STREAMING COVER LIVE「アイスクリームライブ2」が無料配信された。続いて2024年8月29日にKAF LIVE STREAMING COVER LIVE「アイスクリームライブ3」が無料配信された。
2022年3月26日に本人の高校卒業に合わせ、花譜卒業記念スペシャルライブ「僕らため息ひとつで大人になれるんだ。」が配信された。
V.W.Pとしては、2022年4月16日に豊洲PITで『V.W.P 1st ONE-MAN LIVE「現象」』が開催された。前日にはそれに付随して、各メンバー単独で歌唱を行う『「魔女集会」JOINT LIVE』が開催された。2024年1月14日から15日にかけて、イベント「神椿代々木決戦二〇二四」が開催された。1日目は『現象』に続くライブかつ、ライブシリーズ SINKA LIVE の最終章である『V.W.P 2nd ONE-MAN LIVE「現象II -魔女拡成-」』が、2日目は『花譜 4th ONE-MAN LIVE「怪歌」』が開催された。これ以降、花譜の新たなライブシリーズ「怪歌」が始まる。このライブタイトルは下記「廻花」の名前に因み、それを隠すために創作されたものである。2024年11月2日および11月3日には、幕張メッセにて「KAMITSUBAKI WARS 2024 神椿幕張戦線 IN MAKUHARI MESSE EVENT HALL」と題されたイベントが連日開催された。1日目には『V.W.P 2nd ONE-MAN LIVE「現象II(再) -魔女拡成-」』が、2日目には『花譜 4th ONE-MAN LIVE「怪歌(再)」』が開催された。

### 展示会の開催
2019年10月18日にKAMITSUBAKI STUDIOが設立され、11月22日から翌1月7日に渋谷で「3.5D by KAMITSUBAKI STUDIO × PARCO」の第一弾として『花譜展』が開催された。続いて2020年3月10日から25日にかけて、Panasony™×KAMITSUBAKI STUDIO「3.5D縺ｮ螂ｳ縺ｮ蟄」が 3.5D by KAMITSUBAKI STUDIO × PARCO で開催された。
2020年9月11日から10月3日および10月5日から10月28日に再び渋谷で『花譜展2』が開催された。2022年10月14日から31日に展示会『この時間は、言葉にしなくていいの。-花譜展3-』が東急プラザ表参道原宿にて開催された。2024年3月8日から3月29日にかけては、約1年5か月ぶりの展示会『花譜展4』が渋谷BEAMで開催された。
また花譜展のスピンオフ企画として、2024年8月26日から9月1日までGOBLIN.北参道店（東京都渋谷区）にて「花譜の夏祭り〜かふあるところになつあり、アイスクリームはじめました〜」が開催された。2025年4月5日から13日には、Shibuya Sakura Stage 404 Not Found（東京都渋谷区）にてポップアップストア「花譜ノ新春桜祭-かふあるところに、はるあり。 ほっこり花日和-」が開催された。
V.W.Pとしては、2022年10月31日から11月15日に 3.5D by KAMITSUBAKI STUDIO × PARCO で「魔女展」が開催された。

### 未確認少女観測部
2019年12月1日にpixivFANBOXで公式ファンクラブ「未確認少女観測部」が開設された。2022年2月25日、YouTubeメンバーシップ「未確認少女観測部」開設を発表し、pixivFANBOXの更新を終了することも発表された。同年5月9日にYouTubeメンバーシップ「未確認少女観測部」が開始した。愛称は「みかん部」。

### イベントへの出演
初めてのイベント出演は年越しVR歌合戦イベント『Count0』で、「心臓と絡繰」などを披露した。
2019年の活動再開後、2019年4月28日に『ニコニコ超会議2019』内で行われた 「VTuber Fes Japan 2019」後半に出演した。2021年1月31日に「VTuber Fes Japan 2021」DAY2に出演した。2022年4月30日にも、「VTuber Fes Japan 2022」DAY2に花譜個人およびV.W.Pとして参加した。
2024年12月1日には、シンガポールにて開催された「Anime Festival Asia Singapore 2024」に出演した。同年12月10日には、「Hoshimachi Suisei Live Tour 2024 “Spectra of Nova”」の舞洲アリーナ公演にゲスト出演した。
2025年4月5日には、都市型フェス『CENTRAL MUSIC & ENTERTAINMENT FESTIVAL 2025』の2日目として、横浜赤レンガ倉庫 赤レンガパーク特設会場で開催される『Echoes Baa』にMAISONdesの参加アーティストとして出演した。同年5月17日（現地時間）には、アメリカ合衆国イリノイ州で開催されたイベント  にて、初の本格的な海外ライブ『VIRTUAL SINGER KAF SPECIAL XR EXPERIENCE「HAJIMEMASHITE !」IN ANIME CENTRAL』を開催した。
2025年6月19日には、大阪・夢洲で開催されている2025年日本国際博覧会のバーチャル大阪ヘルスケアパビリオン「Eudaimonia」の一幕として開催されるバーチャルライブ「ARK -或ル世界-」に、森カリオペとともに参加する。

### 冠番組
2022年3月26日にデビュー3周年を記念して、初の冠ラジオ番組『ぱんぱかカフぃR（上京編）』(interfm) 開始を発表し、同年4月6日に放送開始した。以降、2024年8月現在10クールにわたって放送されている。タイトルはPIEDPIPERによる命名である。2023年6月には、ぱんぱかカフぃRとタワーレコードによるコラボカフェが、東京・名古屋・大阪にて開催された。
2022年10月4日から12月20日まで、初の冠テレビ番組『バーチャルシンガー花譜の廻れ！MAD TV』がTOKYO MXにてワンクール限定で放送された。

### 「音楽的同位体」
2021年7月7日、自身の歌声を元にした音声合成ライブラリ「音楽的同位体 可不(KAFU)」が音声合成ソフトウェア「CeVIO AI」のライブラリとしてリリースされた。バーチャルアーティストの「音楽的同位体」であり、アーティストそのものではないが、「可不」として声だけが拡散されることは、本人の手が離れているところで本人の「行為」や「存在」が拡張され、他人からは自分として見られていることを体験している、と評される。このことは本人にとっても良いことであると評価されている。同音の花譜と区別するために本人からは「AI花譜ちゃん」と呼ばれる。
2024年1月15日には「音楽的同位体 可不(KAFU) collaboration with Synthesizer V AI」がリリースされる予定だったが、「本人が違和感を抱いた」という理由により延期され、そのまま発売中止となった。
コンピレーションアルバム『KAF+YOU KAFU COMPILATION ALBUM』が発売されている。ツミキ「フォニイ」などが可不の代表曲であり、花譜と可不とのデュエットによるカバーも公開されている。

## キャラクターデザイン
花譜のキャラクターデザインは PALOW. が行っている。ピンク色の髪と不思議な瞳が特徴である。花譜自身ピンク色の髪に憧れていたが、それを PALOW. に伝えたことがないにも関わらず、ピンクの髪色にデザインされた。最初のデザインは黒髪であった。一方、瞳については一瞬で花譜だと分かる要素を入れたいという思いから、印象的な青い瞳にデザインされた。花譜のビジュアルについて、プロデューサーPIEDPIPERからは「森に住んでそうなイメージ」「ファンタジーな感じ」という指定があった。
通常のモデルは現在まで5形態発表されており、何れも PALOW. によるものである。全て鳥をモチーフにしたものとなっている。鳥がモチーフであるのは、カンザキイオリが作詞・作曲した「雛鳥」から、「花譜＝雛鳥」をイメージし、そこから派生したものである。衣装は毎回PALOW.が決めたテーマに沿って制作され、花譜自身の成長とともにシームレスに成長していくアバターが制作されている。「青雀」は高校生になった花譜が少し成長した姿として、「燕」は最後の学生服姿としてデザインされた。
最初の衣装は「花譜 第一形態 雛鳥」（2018年）と呼ばれ、『2nd ONE-MAN LIVE「不可解弐Q1」』ではそのマイナーチェンジ「花譜 第一形態 雛鳥-黒-」（2019年9月）が披露された。2020年3月14日に「花譜 第二形態 青雀」が発表された。続いて2021年10月18日に3周年企画として「花譜 第三形態 燕」が発表された。『3rd ONE-MAN LIVE「不可解参(狂)」』では「花譜 第三形態 燕（壊）」が披露され、『3rd ONE-MAN LIVE「不可解参(想)」』では「花譜 第四形態 雉」が発表された。『4th ONE-MAN LIVE「怪歌」』（2024年1月）では、「花譜 第四形態 雉（怪）」および「花譜 第五形態 雷鳥」が発表された。
ライブなどでは、「特殊歌唱用形態」と呼ばれる限定の衣装が用いられる。『1st ONE-MAN LIVE「不可解」』では「特殊歌唱用形態 星鴉」、『2nd ONE-MAN LIVE「不可解弐Q1」』では「特殊歌唱用形態 金糸雀」、『2nd ONE-MAN LIVE「不可解弐Q3」』では「特殊歌唱用形態 金鶏」、『3rd ONE-MAN LIVE「不可解参(狂)」』では「特殊歌唱用形態 軍鶏」、『3rd ONE-MAN LIVE「不可解参(想)」』では「特殊歌唱用形態　軍鶏(想)」への衣装替えが行われた。VRイベント「FAVRIC」では「特殊歌唱用形態 瑠璃鶲」、NTTドコモとコラボした展覧会「HAYABUSA EXPERIENCE by 3.5D × docomo」では「特殊歌唱用形態 隼」が披露された。『4th ONE-MAN LIVE「怪歌」』では「特殊歌唱用形態 星鴉（開）」と「特殊歌唱用形態 扇鳩」が披露された。
また、V.W.P としては「魔女歌唱用形態」と呼ばれる衣装が用いられる。『2nd ONE-MAN LIVE「不可解弐Q2」』では「魔女歌唱用形態 花魁鳥」、『V.W.P 1st ONE-MAN LIVE「現象」』では「魔女歌唱用形態 花魁鳥 Revolutions」、『V.W.P 2nd ONE-MAN LIVE「現象II -魔女拡成-」』では「魔女特殊歌唱用形態 八咫烏」が披露された。
2024年1月の『怪歌』ではさらに、「起源形態 犀鳥」が披露された。これは『バーチャルシンガー花譜の廻れ！MAD TV』の第3回にて、PALOW. のアドバイスの下、花譜自身がデザインしたものである。

### バーチャルヒューマン
展覧会「prompt α U」ではフォトリアルなバーチャルヒューマンの3Dモデル「VIRTUAL HUMAN KAF」が公開された。ビジュアルデザインおよび CGディレクションは Khaki の横原大和による。「組曲」第14弾の「わたしの声」のミュージックビデオで初めて用いられた。VIRTUAL HUMAN KAFは『怪歌』で「VIRTUAL BEING KAF」として本格的に始動することとなった。廻花の登場まで、それまでの花譜の活動で最も実像的なシルエットを取るモデルであった。制作者の横原はこれまで2D的なアバターが用いられてきたため、ファンにはフォトリアルなアバターは受け入れられにくいだろうと考えていたが、PIEDPIPER は花譜オリジンの魅力が変わらなければいろいろな外見があってもいいだろうと考えた。

### らぷらす
使い魔は「らぷらす」で、パーカーから飛び出した魚のようなキャラクターである。これは PALOW. が花譜のイラストに描いたもので、花譜と共にたびたび描かれることになった。花譜の「怪物的な」潜在能力を可視化したものであり、感情や内面、独自の存在感を視覚的に表すシンボルとして描かれている。花譜が身に着けるフードや、その傍らに常に寄り添っている。人の姿に変身すると、幼い少年のようなキャラクターとなる。この少年の姿は「L」と呼ばれ、キャラクターボイスは佐倉綾音による。

## 人物
小さいころから歌を歌うことが好きだった。音楽活動のきっかけはニコニコ動画でHoneyWorksの楽曲を歌っていた鎖那であったが、それ以前はAKB48や嵐、SMAPを聴いていた。ボーカロイド楽曲やRADWIMPSの影響を受けている。RADWIMPSは映画『君の名は。』の主題歌「前前前世」で感銘を受けたことにより、好きな映画や主題歌が好きな映画でも『君の名は。』の名を挙げている。花譜が2023年にプライベートで一番聴いたアーティストはくるりである。歌はストレス発散法でもあり、休みの日には曲を作ろうとしている。生涯現役で活動することが目標である。
プロデューサーのPIEDPIPERによると、花譜は歌に関しては最もストイックで、自分の納得がいくまで録り直しを行っている。また、好奇心旺盛で、常にいろいろなものを吸収している。マネージャーは、花譜はその前向きな姿により、活動当初からチームにとても愛されていたと語っている。他人の知識や技術に興味を持ち、貪欲に挑戦しようとする。自分が作り出すものが好きで、自信を持っている。
また、ダジャレ好きとしても知られている。配信でもしばしば呟くほか、イベントの応募フォームでファンから渾身のダジャレを募集することもある。2022年に開催したトークライブでは、自身が選んだダジャレで一番面白いものを選んでもらう「ダジャレグランプリ」を実施している。NHKの番組「沼にハマってきいてみた」では「ダジャレ有識者」として招かれ、2024年10月26日放送の回に出演した。
花譜をよく知る人々からは、性格が良いと語られる。PALOW.からは、歌の才能も素晴らしいが、一番の魅力はその性格であり、人間性を疑ったことがないと評価されている。PIEDPIPERからは、ストイックで真面目で、何より仲間に対して優しいと評価されている。V.W.Pメンバーの春猿火は、花譜の本当に純粋で優しいところはずっと変わらないと語る。同じくヰ世界情緒も、花譜のファンや関係者を思う気持ちがまっすぐで、出会ったころから変わらないと語っている。
好きな季節は冬。得意教科は英語。好きなお菓子は明治のガルボ。ハマっていることは手芸で、編み物を極めて行きたいと語る。

## 交流と評価

### KAMITSUBAKI STUDIO のメンバー
KAMITSUBAKI STUDIO のプロデューサーである PIEDPIPER はデビュー前からずっと花譜を支えてきた。花譜が初めてPIEDPIPERに会った際のエピソードとして、PIEDPIPERは「都会の大人」っぽさを感じ、隔たりがあったと語っている。PIEDPIPERは花譜の声について「歌声の成分がいい」と評している。出会った当初は歌自体はあまり上手ではなかったが、デビュー前から花譜のアーティスティックな一面を感じ、現在はレコーディング現場でアイデアがどんどん出てくるようになるなど、花譜の成長を感じていると語っている。
カンザキイオリは花譜の活動の創成期に全ての楽曲を提供し、花譜のアイデンティティを形成する上で重要な役割を果たした。年の離れた兄妹のようだと PIEDPIPER から言及されている。PIEDPIPERは2人について、全然違う人間であるが人間性に共通項を感じていると語る。花譜は兄妹は恐れ多いと言いながらも、カンザキは友達のように接してくれると語っている。カンザキイオリからは様々なことを学び、花譜にとっての「先生」であると語る。カンザキイオリの KAMITSUBAKI STUDIO からの卒業に当たり、カンザキの曲はこれまでの花譜の世界観の大部分であり、花譜を花譜たらしめるものであったと語っており、今後はそれなしに前に進んでいける強い人間になりたいと語る。
花譜のデザインを行った PALOW. は「花譜の歌を耳にした人が、魔法をかけられたかのようにその魅力に引き込まれていく」と語ってその歌声を「怪物的」と評し、それが衣装にも反映されている。PALOW.自身は、花譜とはビデオ通話では話したことがあるものの、直接会ったことはまだない。
所属するユニットV.W.Pの理芽や春猿火からは渾名「花譜太郎（花譜タロ）」、ヰ世界情緒と幸祜からは「花譜ちゃん」と呼ばれる。理芽は実の姉妹ではないが、理芽は花譜の姉のような存在としてデビューし、今の自分があるのは花譜のお蔭と語る。春猿火やヰ世界情緒、幸祜にとって花譜は、花譜がデビューした当時、自分たちがデビューする前から知っている存在であるため、花譜の古参のファンでもあり、同時に仲間としての意識もあることが語られている。V.W.Pメンバーとは、プライベートでも交流がある。花譜が20歳になって初めてしたことは、春猿火とヰ世界情緒とのたこ焼きパーティーである。

### バーチャルYouTuberとの共演
KAMITSUBAKI STUDIO 以外のバーチャルYouTuberとも様々なイベントや番組で交流している。キズナアイとはコラボシングル『愛と花』をリリースし、キズナアイの音楽番組『VMZ』にゲスト出演した。2020年10月29日にキズナアイの2nd ワンマンライブ「Kizuna AI 2nd Live “hello, world 2020”」にゲスト出演した。
ともに2018年から活動しながらもそれまで共演がなかったホロライブの星街すいせいとは2022年4月30日に行われた『ニコニコ超会議2022』内のイベント「VTuber Fes Japan 2022」でデュエットを行った。2023年1月9日にNHK-FMの音楽ラジオ番組『ぶいあーる！～VTuberの音楽Radio～』で再び共演し、初めて対談を行った。同年3月22日に星街すいせいの5周年記念ライブ「Shining Memory」にてゲスト出演し、「トウキョウ・シャンディ・ランデヴ feat. 花譜, ツミキ」をデュエットで歌唱した。同年7月1日にはネットメディア「KAI-YOU」にて対談インタビューが企画された。2024年には、11月3日の『花譜 4th ONE-MAN LIVE「怪歌(再)」』に星街が、逆に12月10日の「Hoshimachi Suisei Live Tour 2024 “Spectra of Nova”」大阪公演に出演し、それぞれコラボ楽曲「一世風靡」、「DEADPOOL feat. 花譜」のリリースを発表した。
名取さなとは「VTuber Fes Japan 2019」で初めてコンタクトがあった。名取は当時の花譜について、会場の空気を一気に変え衝撃を受けたと語っている。名取のYouTubeチャンネルでコラボが企画され、2023年2月26日に初めてのコラボ動画が、2025年3月2日に月ノ美兎を含めた3人でのコラボ動画が公開されている。また、2025年1月2日には名取がMCを務めるラジオ番組『名取さなの毒にも薬にもならないラジオ』にもゲスト出演した。
ホロライブEnglishの森カリオペとは、2024年1月の4th ONE-MAN LIVE「怪歌」で「しゅげーハイ!!!」をデュエットした。2025年6月19日に開催されるバーチャルライブ「ARK -或ル世界-」でも共演する。
また、花譜はピーナッツくんの楽曲「グミ超うめぇ」などをよく聴いていたが、2024年5月19日にはラジオ番組「ぶいあーる！」で共演している。

### アーティストとの交流
様々なアーティストとコラボレーションを行っている。2021年10月18日に始まった「組曲」およびその続編「組曲2」では、様々なアーティストやコンポーザーとともに作品を作っている。
キズナアイとのコラボ曲「ラブしい」をプロデュースした川谷絵音は、花譜の歌声について、良い意味で不安定な揺れる声で魅力を感じると評していた。
自身がボーカロイド楽曲を知ったり歌を歌うきっかけとなった歌い手、アーティストの鎖那とはラジオ『ぱんぱかカフぃR（羽衣編）』にて共演を果たしている。鎖那は花譜のムック本でもメッセージを残している。
花譜は大森靖子の楽曲を多くカバーしており、楽曲提供も受けている。大森は花譜によるレコーディングについて、デモで入れた大森の仮歌の良いところを一つ残らず入れるぞという執念を感じると語っている。

## 廻花
2024年1月14日に開催された『花譜 4th ONE-MAN LIVE「怪歌」』にて、バーチャルシンガーソングライター「廻花」プロジェクトが始動することが発表された。花譜プロデューサーであるPIEDPIPERは新しい活動形態として「開花」という名前を提案したが、花譜オリジンの希望により「廻花」の漢字を用いることとなった。

### 存在と立ち位置
「廻花」（かいか、KAIKA）は花譜オリジンから分かれた、花譜とは別の作品性をもつ本質が追加された存在である。これまでの花譜の活動はクリエイターの様々な表現や要素が混ざり合ったものであるが、廻花は自身が制作したオリジナル曲のみを歌うバーチャルシンガーソングライターとして活動を行う。
もともとのきっかけは花譜のデビュー直後、高校入学してすぐの頃に遡る。花譜はマネージャーを通じて、自ら作詞・作曲を行ったオリジナル曲をPIEDPIPERに複数渡すようになった。PIEDPIPERは花譜にソングライターとしての才能と可能性を感じたが、当時展開していた花譜の方向性とオリジナル曲には大きな隔たりがあり、それらを発表することはできなかった。一部の楽曲は「マイディア」など花譜名義でもリリースしたが、カンザキイオリの卒業が見えてきたタイミングから、花譜と同時並行させるもう一つの、オリジナル曲だけを展開する別名義の活動を二人で構想するようになった。
PIEDPIPERによると、花譜オリジンは自己評価が低く、花譜という存在は自分一人で作っている訳ではないもののその中心にいる主役であり最大の貢献者であるため、もっと自信を持って欲しいと考えていた。そこで、花譜オリジンが唯一自信を持っている「あらゆる歌を自分らしく歌うこと」ということに加え、新たに見出した「自分自身の手で歌を創る」ことを分岐させ、別の活動として並行していくことを考えた。これまでのカンザキイオリとともに形作ってきた花譜という存在も大切にしつつ活動を行うためには、それが最善であると考えたためである。花譜オリジンも、花譜としての活動は好きで、自分とは切り離せないものとは考えつつも、活動を続けたいから、仕方ないと切り捨てた感情を持っていた。それをぶつけられる対象が歌であり、人に聴かせるためではなく自分自身のために歌の制作を行っていた。しかし、自身のために作った楽曲でありながら、いつか誰かに聴いてもらいたいなと思っていた。初めて披露したファンに向けて制作した楽曲「マイディア」以前から曲の制作は行っており、廻花として発表されるのはそういった自分自身のための楽曲である。『怪歌』で披露された「かいか」は廻花としての思いを詰め込んだ内容で、廻花の姿も花譜オリジン自身として受け止めてもらいたいという思いが込められている。
廻花は本人が大切にしてきた「花譜」とは異なる姿であるが、それと同時に花譜とは完全には切り離せない、地続きなひとつの存在である。「廻花」は花譜オリジンの中にずっと前からあったもので、それが今になって表に出てきただけであると説明されている。

### 技術
『怪歌』では、LEDに投影されたシルエットの姿でステージに登場した。バーチャルプロダクションを用いて、会場である国立代々木競技場 第一体育館内に作られた収録スタジオから本人を生中継させ、CGの舞台美術と本人をリアルタイムで融合させることで実現された。

### 楽曲
全ての楽曲を本人が作詞・作曲している。2024年1月14日の『怪歌』では、「ターミナル」、「ひぐらしのうた」、「スタンドバイミー」、「転校生」、「かいか」の5曲が披露された。同年8月24日15時20分には、企画「YouTube Music Weekend 8.0 supported by docomo」の1つとして、これらの楽曲を含む『怪歌』のダイジェスト映像が公開された。
同年2月23日には、そのうち「転校生」のミュージックビデオが公開された。
4月24日には1st シングル「かいか」がリリースされ、『怪歌』でのライブ映像を手掛けた荒船泰廣が監督を務めて制作されたミュージックビデオが公開された。この楽曲では「廻花」とファンとの新たな出会いに対する純粋な心情が綴られている。X（旧Twitter）上ではアコースティックバージョンの映像も公開されている
また、8月28日には新曲の2nd シングル「テディベア」がリリースされ、同日20時にミュージックビデオがYouTube上で公開された。この楽曲はX（旧Twitter）上で弾き語りのショートムービーが公開されていた。また、歌唱だけでなく、本人がアコースティックギターを演奏している。
2025年3月26日には、廻花としての 1stアルバム『うまれるまえからきみをしってる』をリリースした。

### ライブ
2024年1月14日の『花譜 4th ONE-MAN LIVE「怪歌」』に引き続き、同年11月3日の『花譜 4th ONE-MAN LIVE「怪歌(再)」』に出演した。また、2025年1月25日に初の単独公演である『廻花 Transmission Mini Live「うまれるまえからきみをしってる」』を開催した。

## 活動年表
2018年
- 10月18日 - デビュー[30][226]（当時14歳[33]）
- 12月31日 - 『Count0』にて初めてのイベント出演[30][32][102]

2019年
- 2月1日–3月20日 - 活動を一時休止[33][34][35]。
- 4月28日 - 『ニコニコ超会議2019』内で行われた 「VTuber Fes Japan 2019」に出演[30]
- 5月15日 - 1st EP『花と心臓』をリリース[30]
- 8月1日 - 1st ONE-MAN LIVE「不可解」を開催[30]
- 9月11日 - 1st Album『観測α』/『観測β』を発売[39][1][30]
- 11月22日 - 渋谷にて『花譜展』を開催[30][89]
- 12月25日 - Remix Album『観測γ』をリリース[30]

2020年
- 3月23日 - 1st ONE-MAN LIVEのリメイク『不可解(再)』を開催[30]
- 6月14日 - KAF LIVE STREAMING COVER LIVE「アイスクリームライブ」開催[32][66]
- 7月22日 - 2nd EP『花と解答』をリリース[30]
- 10月10日 - 2nd ONE-MAN LIVE「不可解弐Q1」を開催[30]
- 11月25日 - 2nd Album『魔法α』/『魔法β』をリリース[1][30]

2021年
- 1月31日 - 「VTuber Fes Japan 2021」DAY2出演[104]
- 3月13日 - 2nd ONE-MAN LIVE「不可解弐Q2」を配信、V.W.Pを結成[12]
- 6月11日–12日 - 豊洲PITにて花譜 2nd ONE-MAN LIVE「不可解弐REBUILDING」開催[12]
- 7月7日 - CeVIO AI「音楽的同位体 可不」がリリース[12]
- 10月18日 - デビュー3周年、3周年記念10大プロジェクト始動[12]
- 10月27日 - 「組曲」開始[48]
- 12月22日 - Remix Album『魔法γ』をリリース[12]

2022年
- 3月26日 - 花譜 高校卒業記念スペシャルライブ「僕らため息ひとつで大人になれるんだ。」開催[82][12]
- 4月6日 - 初の冠ラジオ『ぱんぱかカフぃR (上京編)』が放送開始[12][33]
- 4月30日 - 「VTuber Fes Japan 2022」DAY2に出演[105]
- 8月24日 - 日本武道館にて花譜 3rd ONE-MAN LIVE「不可解参(狂)」開催[71]
- 10月4日–12月20日 - 冠テレビ番組『バーチャルシンガー花譜の廻れ！MAD TV』放送

2023年
- 1月28日 - KAF LIVE STREAMING COVER LIVE「アイスクリームライブ2」開催[32][79]
- 3月4日 - 3rd ONE-MAN LIVE「不可解参(想)」開催[32][76]
- 3月8日 - 3rd Album『狂想α』/『狂想β』をリリース[37]
- 4月–7月 - 海外に語学留学[46][33][227][228]

2024年
- 1月14日 - 4th ONE-MAN LIVE『怪歌』開催[32][85]
- 3月27日 - Remix Album『狂想γ』をリリース[41][42]
- 5月25日 - YouTube総再生回数3億回突破[229]
- 6月21日 - YouTubeのチャンネル登録者数が100万人を突破[33]。KAMITSUBAKI STUDIO所属のアーティストとしては初[230]。
- 8月26日–9月1日 「花譜の夏祭り～かふあるところになつあり、アイスクリームはじめました～」[33]
- 8月29日 - KAF LIVE STREAMING COVER LIVE「アイスクリームライブ3」開催[32][81]
- 11月3日 - 4th ONE-MAN LIVE『怪歌(再)』開催[33]
- 12月25日 - 4th アルバム『寓話』リリース[43]

## 出演

### テレビ番組
- のとく番〜アイは世界を繋ぐ〜2019（2019年12月1日、BS日テレ）
- アルスくんとテクネちゃん（2020年10月15日–、テレビ朝日） - ナレーション[231][131]
- BREAK OUT（2021年8月18日、テレビ朝日）[232][233]
- 沼にハマってきいてみた「ヌマーソニック2021 ～尊き青春リベンジ～」（2021年11月15日[234]）
- プロジェクトV（2022年9月29日、日本テレビ）[233]
- バーチャルシンガー花譜の廻れ！MAD TV（2022年10月4日–12月20日、TOKYO MX）[235][236][237]
- 発進!ミライクリエイター「バーチャルと現実が混ざり合う世界を見てみたい 花譜 18歳」（2022年10月23日、テレビ朝日）[238][233]
- みんなのうた いろとりどり「ツバメ～沼ハマバージョン」「ツバメ～山形バージョン」（2022年11月2日、11月9日、NHK）[233]
- 歌のシン・トップテン（2022年11月6日、日本テレビ） - パフォーマンスゲストとして出演[233][239]
- 発進!ミライクリエイター 「バーチャルシンガー 花譜×メディアアーティスト ゴッドスコーピオン×バーチャル建築家 番匠カンナ」（2022年12月4日、テレビ朝日）[233]
- プロジェクトV （2023年2月23日、日本テレビ）[233]
- メタバース音楽番組「MUSIC VERSE」第9回（2023年12月28日、日本テレビ）[240][注釈 6]
- musicるTV（2024年1月22日、テレビ朝日）[242]
- 沼にハマってきいてみた「だじゃれの世界は奥深いぞＳＰ！」（2024年10月26日、NHK）[165]
- ガリベンチャーV（2024年11月20日、テレビ朝日）[243]
- musicるTV（2024年12月3日、テレビ朝日） [244]
- M-ON! SPECIAL「花譜〜寓話〜」（2024年12月26日、MUSIC ON! TV）[245]
- ラヴィット！（2025年7月15日、TBS）

### インターネット番組
- VMZ（2019年12月27日[246]・2020年9月25日[247]、YouTube A.I.Channel）

### ラジオ番組
- ぱんぱかカフぃR（2022年4月6日–、InterFM）[115]
  - ぱんぱかカフぃR（上京編） - 1クール目（2022年4月6日–6月29日）[248]
  - ぱんぱかカフぃR（死闘編） - 2クール目（2022年7月6日–9月28日）[249][250]
  - ぱんぱかカフぃR（熱闘編） - 3クール目（2022年10月6日–12月28日）[251]
  - ぱんぱかカフぃR（羽衣編） - 4クール目（2023年1月4日–3月29日）[252][253]
  - ぱんぱかカフぃR（海賊編） - 5クール目（2023年4月5日–6月28日）[254][255]
  - ぱんぱかカフぃR（望郷編） - 6クール目（2023年7月5日–9月27日）[256]
  - ぱんぱかカフぃR（立志編） - 7クール目（2023年10月4日–12月27日）[257][258]
  - ぱんぱかカフぃR（決戦編） - 8クール目（2024年1月3日–3月27日）[259][260]
  - ぱんぱかカフぃR（花咲編） - 9クール目（2024年4月3日–2024年6月26日）[261][262]
  - ぱんぱかカフぃR（乱世編） - 10クール目（2024年7月3日–2024年9月25日）[263][264]
  - ぱんぱかカフぃR（物語編） - 11クール目（2024年10月1日–2024年12月24日、火曜 23:00 - 23:30）[265][266]
  - ぱんぱかカフぃR（黄昏編） - 12クール目（2025年1月 - ）
- ミューコミVR（2022年5月29日 23:30–、ニッポン放送、ゲスト出演）[267]
- music×serendipity（2022年8月12日、LOVE FM、ゲスト出演）[268]
- SOUND GENIC（2022年8月17日、Date fm、ゲスト出演）[269]
- FIND OUT（2022年8月21日、ZIP-FM、ゲスト出演）[270]
- ぶいあーる!～VTuberの音楽Radio～（2023年1月9日 21:30–、NHK-FM、ゲスト出演）[271][272][273]
- キミノラジオ ～放課後ペンギン放送局～ 春休みスペシャル第1弾（2023年3月24日、文化放送、ゲスト出演）[274]
- SAISON CARD TOKIO HOT 100（2023年10月8日、J-WAVE、ゲスト出演）[228]
- 花譜のオールナイトニッポンX（クロス）（2024年1月5日、ニッポン放送）[275]
- ぶいあーる!～VTuberの音楽Radio～ 第37回・第38回（2024年2月4日、2月11日、NHK-FM、ゲスト出演）[276][277][278]
- ぶいあーる!～VTuberの音楽Radio～ 第50回記念SP（2024年5月19日、NHK-FM、ゲスト出演）[198][279]
- 名取さなの毒にも薬にもならないラジオ（2025年1月2日、文化放送、ゲスト出演）[195]

### ライブイベント
- 年越しVR歌合戦イベント『Count0』[30][102]
- 「VTuber Fes Japan 2019」（2019年4月28日、『ニコニコ超会議2019』）[30]
- 花譜 1st ONE-MAN LIVE「不可解」（2019年8月1日）[30]
- FAVRIC（2019年9月29日、幕張メッセ）[139]
- KAF LIVE STREAMING COVER LIVE「アイスクリームライブ」（2020年6月14日）[66]
- 花譜 1st ONE-MAN LIVE「不可解(再)」（2020年3月23日）[30][67]
- 花譜 2nd ONE-MAN LIVE「不可解弐Q1」（2020年10月10日[280]）- 配信ライブ
- 「VTuber Fes Japan 2021」DAY2（2021年1月31日、川口総合文化センター・リリア[104]）
- 花譜 2nd ONE-MAN LIVE「不可解弐Q2」（2021年3月13日[281]） - 配信ライブ
- V-Carnival（2021年4月4日[282]） - オンライン開催
- 花譜 2nd ONE-MAN LIVE「不可解弐REBUILDING」（豊洲PIT[283][284]）
  - 不可解弐Q1:RE -形を失った世界で僕らは-（2021年6月11日）
  - 不可解弐Q2:RE -世界線は分岐する-（2021年6月12日）
  - 不可解弐Q3 -魔法の無い世界-（2021年6月12日）
- カンザキイオリ第一回公演「不器用な男」（2021年7月23日） - 配信ライブ、ゲスト出演[285]
- 花譜 高校卒業記念スペシャルライブ「僕らため息ひとつで大人になれるんだ。」（2022年3月26日[82]） - 配信ライブ
- 「VTuber Fes Japan 2022」DAY2（2022年4月30日、幕張メッセ ニコニコ超会議2022特設ステージ[105]）
- V.W.P 1st ONE-MAN LIVE「現象」（2022年4月16日、豊洲PIT） - V.W.Pとして[84]
  - 「魔女集会」JOINT LIVE（2022年4月15日、豊洲PIT）[84]
  - 「魔女集会」TALK EVENT（追加公演）（2022年4月16日、豊洲PIT）[286]
- VALIS2周年記念ミニライブ「感情プレステージ Vol.2」（2022年5月15日[287]） - 配信ライブ
- VTuber Fes. BPM [Blinks Per Minute] powered byロート製薬（2022年7月1日[288]） - 配信ライブ
- xR　ARTISTS SUPER FES 2022（2022年7月2日–3日[289][290]） - 配信ライブ
- 花譜 3rd ONE-MAN LIVE「不可解参(狂)」（2022年8月24日、日本武道館[71]）
- KAF LIVE STREAMING COVER LIVE「アイスクリームライブ2」（2023年1月28日） - 配信ライブ[79][291]
- 花譜 3rd ONE-MAN LIVE「不可解参(想)」（2023年3月4日[76]） - 配信ライブ
- KAMITSUBAKI FES ’23（2023年3月30日–31日、豊洲PIT）[292][293][294]
- J-WAVE INNOVATION WORLD FESTA 2023（2023年10月14日、六本木ヒルズアリーナ）[32][228]
- ANIPLEX 20th Anniversary Event -THANX-（2024年1月7日、東京ガーデンシアター）[295]
- 神椿代々木決戦二〇二四（2024年1月13日–1月14日、代々木第一体育館）[85]
  - V.W.P 2nd ONE-MAN LIVE「現象II -魔女拡成-」（2024年1月13日）[85]
  - 花譜 4th ONE-MAN LIVE「怪歌」（2024年1月14日）[85]
- KAMITSUBAKI FES ’24 THE DAY THE EARTH STOOD STILL（2024年8月8日、パシフィコ横浜）[296][注釈 7]
- KAF LIVE STREAMING COVER LIVE「アイスクリームライブ3」（2024年8月29日） - 配信ライブ[81]
- TWO-MAN LIVE 花譜・理芽「Singularity Live Vol.3」（2024年9月14日、TOKYO DOME CITY HALL）[297][注釈 8]
- SINKA LIVE SERIES UNKNOWN SPACE 02 KAF VIRTUAL MINI LIVE「YARN -不可解空間-」（2024年10月12日） - 配信ライブ[298]
- KAMITSUBAKI WARS 2024 神椿幕張戦線 IN MAKUHARI MESSE EVENT HALL（2024年11月2日–11月3日、幕張イベントホール）[88]
  - V.W.P 2nd ONE-MAN LIVE「現象II(再)」（2024年11月2日） - DAY-1[299]
  - 花譜 4th ONE-MAN LIVE「怪歌(再)」（2024年11月3日） - DAY-2[33][224]
- Anime Festival Asia Singapore 2024（2024年12月1日、シンガポール）[106]
- Hoshimachi Suisei Live Tour 2024 “Spectra of Nova”（2024年12月10日、舞洲アリーナ） - ゲスト出演[109]
- 「ANISAMA V神 2024」（2024年12月15日、SPWN）[300]
- SINKA LIVE SERIES EP.Ⅵ V.W.P 3rd ONE-MAN LIVE「現象III-神椿市探訪中-」（2025年3月27日） - 配信ライブ[301]
- CENTRAL MUSIC & ENTERTAINMENT FESTIVAL 2025 Day 2「Echoes Baa」（2025年4月5日、横浜赤レンガパーク） - MAISONdesの参加アーティストとして出演[110]
- VIRTUAL SINGER KAF SPECIAL XR EXPERIENCE「HAJIMEMASHITE !」IN ANIME CENTRAL（2025年5月17日、Donald E. Stephens Convention Center, Rosemont, Illinois）[111]
- KAMITSUBAKI WARS 2025 神椿後楽園戦線「KAMITSUBAKI XPERIENCE」 DAY1（2025年6月13日、TOKYO DOME CITY HALL）[302]
- EXPO 2025 Virtual Osaka Helthcare Pavilion "Eudaimonia" presents VIRTUAL LIVE「ARK-或ル世界-」（2025年6月19日、バーチャル大阪ヘルスケアパビリオン）[113]

### バーチャル舞台劇
- バーチャル舞台劇「御伽噺(染) ver0.92_prototype」（2024年8月13日–15日、シティホール＆ギャラリー 五反田）[32]
- バーチャル舞台劇「御伽噺(染) ver1.11_launch Feat. KAMITSUBAKI PHILHARMONIC ORCHESTRA」（2024年10月4日、かつしかシンフォニーヒルズ　モーツァルトホール）[32]
- バーチャル舞台劇「御伽噺(染) ver1.25_Alternative Feat. KAMITSUBAKI PHILHARMONIC ORCHESTRA」大阪公演（2025年1月5日、門真市民文化会館　ルミエールホール）
- バーチャル舞台劇「御伽噺(染) ver1.25_Alternative Feat. KAMITSUBAKI PHILHARMONIC ORCHESTRA」福岡公演（2025年2月26日、福岡県立ももち文化センター）
- バーチャル舞台劇「御伽噺(染) ver1.35_Alternative Feat. KAMITSUBAKI PHILHARMONIC ORCHESTRA」（2025年3月22日、江戸川区総合文化センター　大ホール）

### テレビアニメ
- マブラヴ オルタネイティヴ 第2期 第14話・第18–21話（2022年、XM3）[233]
- 神椿市建設中。（2025年、森先化歩）

### ゲーム
- 神椿市建設中。（2025年、森先化歩）

## ディスコグラフィ

### シングル
| タイトル | 発売日 （ミュージックビデオ公開日） | 歌唱            | 作詞・作曲・編曲                                      | 備考 |
| -------- | ----------------------------------- | --------------- | ----------------------------------------------------- | --- |
| 深淵     | 2023年4月1日 （2021年6月18日）      | ヰ世界情緒×花譜 | 香椎モイミ                                            | ゲーム『ブラック・サージナイト』イメージソング 「深淵 feat.ヰ世界情緒」（オリジナルMV「不可解弐Q1:RE」Live Ver.）も公開されている。 |
| 暗闇     | 2023年4月1日 （2022年7月15日）      | 花譜×ヰ世界情緒 | 大沼パセリ（作詞・作曲） 安宅秀紀（編曲）             | ゲーム『アーテリーギア-機動戦姫-』イベント第3弾イメージソング。                                                                     |
| 歯車     | 2023年10月4日 （2023年10月5日）     | 幸祜×花譜       | 廉                                                    | |
| 残火     | 2023年11月15日                      | 春猿火×花譜     | 牛肉（作詞） 雄之助（作曲・編曲）                     | |
| 夢魔     | 2024年11月20日                      | 花譜×春猿火     | AMAMOGU（作詞） MILKEY（作曲） 松田純一（作曲・編曲） | |

#### 「組曲」
「組曲」は、リアルのアーティストやコンポーザーを中心としたコラボレーション企画である。これまでに以下の全15作品が発表され、配信シングルとしてリリースされている。また、上記「組曲」に次ぐ第2弾の企画として「組曲2」の楽曲がリリースされている。
|     | 曲名                 | 発売日         | アーティスト          | レーベル           |
| --- | -------------------- | -------------- | --------------------- | ------------------ |
| #1  | 鏡よ鏡               | 2021年10月27日 | 花譜×GLIM SPANKY      | KAMITSUBAKI RECORD |
| #2  | イマジナリーフレンド | 2021年11月17日 | 花譜×大森靖子         | KAMITSUBAKI RECORD |
| #3  | あさひ               | 2021年12月8日  | 花譜×佐倉綾音         | KAMITSUBAKI RECORD |
| #4  | 飛翔するmeme         | 2022年1月19日  | 花譜×たなか           | KAMITSUBAKI RECORD |
| #5  | わたしの線香         | 2022年2月23日  | 花譜×羽生まゐご       | KAMITSUBAKI RECORD |
| #6  | 春陽                 | 2022年3月23日  | 花譜×くじら           | KAMITSUBAKI RECORD |
| #7  | 蕾に雷               | 2022年4月20日  | 花譜×長谷川白紙       | KAMITSUBAKI RECORD |
| #8  | Beyond META          | 2022年5月11日  | 花譜×MIYAVI           | KAMITSUBAKI RECORD |
| #9  | 流線形メーデー       | 2022年7月13日  | 花譜×可不             | KAMITSUBAKI RECORD |
| #10 | CAN-VERSE            | 2022年10月12日 | 花譜×ORESAMA          | KAMITSUBAKI RECORD |
| #11 | メイドインあたし     | 2023年3月8日   | 花譜×東京ゲゲゲイ     | KAMITSUBAKI RECORD |
| #12 | 秘密の言葉           | 2023年4月5日   | 花譜×ズーカラデル     | KAMITSUBAKI RECORD |
| #13 | しゅげーハイ!!!      | 2023年7月5日   | 花譜×ケンモチヒデフミ | KAMITSUBAKI RECORD |
| #14 | わたしの声           | 2023年9月6日   | 花譜×MONDO GROSSO     | PHENOMENON RECORD  |
| #15 | 愛のまま             | 2024年1月3日   | 花譜×岸田繁           | PHENOMENON RECORD  |

|    | 曲名                                       | 発表日         | 作詞・作曲・編曲  | レーベル          |
| -- | ------------------------------------------ | -------------- | ----------------- | ----------------- |
| #1 | ギミギミ逃避行 feat.#KTちゃん (Prod. peko) | 2024年2月28日  | 花譜×#KTちゃん    | PHENOMENON RECORD |
| #2 | 抱きしめて                                 | 2024年6月12日  | 花譜×崎山蒼志     | PHENOMENON RECORD |
| #3 | チューイン・ディスコ                       | 2024年8月21日  | 花譜×ツミキ       | PHENOMENON RECORD |
| #4 | 一世風靡                                   | 2024年11月27日 | 花譜×星街すいせい | PHENOMENON RECORD |
| #5 | My Life                                    | 2025年1月29日  | 花譜×Moe Shop     | PHENOMENON RECORD |

### オリジナル楽曲
ここでは、YouTubeでオリジナルMVが公開されている楽曲を示す（リミックスバージョンなどは除く）。「組曲」および「組曲2」の楽曲については該当の項目を参照。
|      | タイトル               | 公開日         | 作詞・作曲・編曲                                                           | 映像制作（監督）     | 備考 |
| ---- | ---------------------- | -------------- | -------------------------------------------------------------------------- | -------------------- | --- |
| #06  | 糸                     | 2018年12月6日  | カンザキイオリ                                                             | 川サキケンジ         | #05 で予告編が公開。 |
| #09  | 心臓と絡繰             | 2018年12月28日 | カンザキイオリ                                                             | 川サキケンジ         | #07 と #08 で予告編が公開。 |
| #11  | 魔女                   | 2019年1月9日   | カンザキイオリ                                                             | 佐伯雄一郎、涌元智崇 | - |
| #15  | 忘れてしまえ           | 2019年1月31日  | カンザキイオリ                                                             | 川サキケンジ         | #13 で予告編が公開。 |
| #17  | 雛鳥                   | 2019年3月22日  | カンザキイオリ                                                             | 川サキケンジ         | #71 で「雛鳥 with ヰ世界情緒」（「不可解弐Q1」Live Ver.）が公開。                                                                                         |
| #22  | 過去を喰らう           | 2019年6月5日   | カンザキイオリ                                                             | 川サキケンジ         | #64 で「不可解(再)」Live Ver. のオリジナルMVが公開。 |
| #25  | 夜が降り止む前に       | 2019年6月28日  | カンザキイオリ                                                             | 川サキケンジ         | #45 で「夜が降り止む前に（samayuzame Remix）」MVが公開。                                                                                                  |
| #27  | そして花になる         | 2019年8月1日   | カンザキイオリ                                                             | 佐伯雄一郎           | - |
| #29  | quiz                   | 2019年8月6日   | カンザキイオリ                                                             | 大野悟               | - |
| #30  | 夜行バスにて           | 2019年8月14日  | カンザキイオリ                                                             | Waboku               | #47 で「夜行バスにて（ろくろ Remix）」MVが公開。 |
| #36  | 不可解                 | 2019年9月12日  | カンザキイオリ                                                             | -                    | #85 で「不可解 -Cytus Edit.-（平田義久Remix）」MVが公開。                                                                                                 |
| #37  | Re:HEROINES            | 2019年9月17日  | カンザキイオリ                                                             | 川サキケンジ         | YUNUO GAMES のRPG『47 HEROINES』の主題歌。 カンザキイオリ adding 花譜の楽曲「HEROINES」のニューアレンジバージョン。                                       |
| #38  | エリカ                 | 2019年9月24日  | カンザキイオリ                                                             | 小澤雅人             | - |
| #44  | 未確認少女進行形       | 2019年12月20日 | カンザキイオリ                                                             | 川サキケンジ         | - |
| #49  | 私論理                 | 2020年1月8日   | カンザキイオリ                                                             | 川サキケンジ         | - |
| #57  | 危ノーマル             | 2020年5月11日  | カンザキイオリ                                                             | 玲架                 | エナジードリンク「ZONe」コラボ楽曲。 |
| #56  | 戸惑いテレパシー       | 2020年6月8日   | カンザキイオリ                                                             | 川サキケンジ         | #56.1 で「戸惑いテレパシー（柊キライRemix）」、 #56.2 で「戸惑いテレパシー（Orangestar Remix）」、 #56.3 で「戸惑いテレパシー（羽生まゐご）」のMVが公開。 |
| #58  | アンサー               | 2020年7月8日   | カンザキイオリ                                                             | 川サキケンジ         | - |
| #60  | 景色                   | 2020年7月22日  | カンザキイオリ                                                             | 川サキケンジ         | - |
| #61  | 畢生よ                 | 2020年8月13日  | カンザキイオリ                                                             | 川サキケンジ         | 山田悠介『俺の残機を投下します』PVテーマソング。 |
| #67  | 彷徨い                 | 2020年10月18日 | カンザキイオリ                                                             | 依                   | - |
| #68  | メルの黄昏             | 2020年11月18日 | カンザキイオリ                                                             | 川サキケンジ         | ミュージックビデオ制作ドキュメンタリーが公開されている。                                                                                                  |
| #77  | ソレカラ               | 2021年3月18日  | 水野あつ                                                                   | 佐伯雄一郎           | ポプラ社のレーベル「キミノベル」のレーベルソングで、水野あつとのコラボ楽曲。                                                                              |
| #80  | 例えば                 | 2021年5月19日  | カンザキイオリ                                                             | 涌元トモタカ         | 『映画大好きポンポさん』挿入歌。 |
| #83  | 海に化ける             | 2021年6月30日  | カンザキイオリ                                                             | 川サキケンジ         | #84 で「不可解弐Q1:RE」Live Ver. のMVが公開。 |
| #87  | 世惑い子               | 2021年10月14日 | カンザキイオリ                                                             | 川サキケンジ         | 新・学園RPG「モナーク／Monark」挿入歌。 |
| #91  | それを世界と言うんだね | 2021年11月30日 | カンザキイオリ                                                             | 門脇康平             | ポプラキミノベルとのコラボ作品。 |
| #119 | 人を気取る             | 2023年1月3日   | カンザキイオリ（作詞・作曲） 及川創介（編曲）                              | 川サキケンジ         | ギター: 伊藤翔磨、ベース: 永井隆泰、ドラム: 黒田泰平 |
| #125 | 邂逅                   | 2023年5月3日   | カンザキイオリ                                                             | 朝倉すぐる           | Mix Engineer：Yuya Saito（birdie house） Mastering Engineer：Mitsuyasu Abe（Sony Music Studios Tokyo）                                                    |
| #137 | ゲシュタルト           | 2024年5月22日  | Kanata Okajima（作詞・作曲） 栗原暁（作詞・作曲） 久保田真悟（作曲・編曲） | 川サキケンジ         | #140 で「ゲシュタルト-崩壊Remix-」MVが公開。 10月5日には「ゲシュタルト -みんなで創る神椿代々木決戦MV-」も公開されている。                                 |
| #145 | アポカリプスより       | 2024年12月25日 | Neuron (Empty old City)                                                    | reiya                | |
| #148 | 代替嬉々               | 2025年3月5日   | 大森靖子（作詞・作曲） 大久保薫（編曲）                                    | 佐伯雄一郎           | Recording & Mix Engineer：Yuya Saito(birdie house) |

|      | タイトル                                    | 公開日         | アーティスト名        | 作詞・作曲・編曲                                                                                  | 映像制作（監督）                 | 備考                                                                                                |
| ---- | ------------------------------------------- | -------------- | --------------------- | ------------------------------------------------------------------------------------------------- | -------------------------------- | --------------------------------------------------------------------------------------------------- |
| #63  | かりそめ                                    | 2020年9月23日  | Kizuna AI×花譜        | ぽん（作詞） 小島英也（作曲・編曲）                                                               | tatsuyaM                         | 『愛と花』に収録。                                                                                  |
| #69  | まほう feat.理芽                            | 2020年11月24日 | 花譜・理芽            | カンザキイオリ（作詞・作曲） 及川創介（編曲）                                                     | -                                | 『魔法α』/『魔法β』に収録。V.W.P「派生曲」の一つ。                                                  |
| #89  | 鏡よ鏡                                      | 2021年10月27日 | 花譜×GLIM SPANKY      | 松尾レミ（作詞） GLIM SPANKY（作曲） 亀本寛貴（編曲）                                             | 山口駿                           | GLIM SPANKYとのコラボ作品                                                                           |
| #90  | イマジナリーフレンド                        | 2021年11月17日 | 花譜×大森靖子         | 大森靖子（作詞・作曲） 大久保薫（編曲）                                                           | 佐伯雄一郎                       | 大森靖子とのコラボ作品                                                                              |
| #92  | あさひ                                      | 2021年12月8日  | 花譜×佐倉綾音         | カンザキイオリ                                                                                    | TOS, reika（A4A）                | 佐倉綾音とのコラボ作品                                                                              |
| #95  | 飛翔するmeme                                | 2022年1月19日  | 花譜×たなか           | たなか（作詞） ケンカイヨシ・たなか（作曲） ケンカイヨシ（編曲）                                  | 川サキケンジ                     | たなかとのコラボ作品                                                                                |
| #96  | わたしの線香                                | 2022年2月23日  | 花譜×羽生まゐご       | 羽生まゐご                                                                                        | 鈴本蓮                           | 羽生まゐごとのコラボ作品                                                                            |
| #97  | 春陽                                        | 2022年3月23日  | 花譜×くじら           | くじら                                                                                            | 桜井貴志                         | くじらとのコラボ作品                                                                                |
| #98  | 蕾に雷                                      | 2022年4月20日  | 花譜×長谷川白紙       | 長谷川白紙                                                                                        | 朝倉すぐる                       | 長谷川白紙とのコラボ作品                                                                            |
| #99  | Beyond META                                 | 2022年5月11日  | 花譜×MIYAVI           | MIYAVI（作詞・作曲・編曲） Emyli（作詞） Lenard Skolnik（作曲・編曲） Kelsey Klingensmith（作曲） | reika（A4A Inc.）                | MIYAVIとのコラボ作品                                                                                |
| #102 | 流線形メーデー                              | 2022年7月13日  | 花譜×可不             | 祭日ハネダ（作詞） HiFi-P（作曲・編曲）                                                           | 佐伯雄一郎                       | 音楽的同位体"可不"とのコラボ作品 邪神ちゃんドロップキックXエンディング曲                            |
| #116 | CAN-VERSE                                   | 2022年10月12日 | 花譜×ORESAMA          | ぽん（作詞） 小島英也（作曲・編曲）                                                               | 佐伯雄一郎                       | ORESAMAとのコラボ作品 『バーチャルシンガー花譜の廻れ！MAD TV』主題歌                                |
| #122 | メイドインあたし                            | 2023年3月18日  | 花譜×東京ゲゲゲイ     | 花譜×MIKEY/水木マリエ（作詞） MIKEY（作曲） MIKEY/安宅秀紀（編曲）                                | ぬヴェントス                     | 東京ゲゲゲイとのコラボ作品                                                                          |
| #124 | 秘密の言葉                                  | 2023年4月5日   | 花譜×ズーカラデル     | 吉田崇展 (作詞) ズーカラデル (作曲・編曲)                                                         | えーれ (SIKAKU Inc.)             | ズーカラデルとのコラボ作品 『時々ボソッとロシア語でデレる隣のアーリャさん』アニメ化決定テーマソング |
| #126 | しゅげーハイ!!!                             | 2023年7月5日   | 花譜×ケンモチヒデフミ | ケンモチヒデフミ（作詞・作曲 ・サウンドプロデュース）                                             | 杉山弘樹                         | ケンモチヒデフミとのコラボ作品                                                                      |
| #128 | わたしの声                                  | 2023年9月10日  | 花譜×MONDO GROSSO     | Shinichi Osawa (MONDO GROSSO)                                                                     | 長澤宏宣                         | MONDO GROSSOとのコラボ作品                                                                          |
| #131 | 愛のまま                                    | 2024年1月3日   | 花譜×岸田繁           | 花譜・岸田繁（作詞） 岸田繁（作曲・編曲）                                                         | 川サキケンジ                     | 岸田繁とのコラボ作品                                                                                |
| #134 | ギミギミ逃避行 feat. #KTちゃん (Prod. peko) | 2024年2月28日  | 花譜×#KTちゃん        | 花譜（作詞・作曲） #KTちゃん（作詞・作曲） peko（作曲・編曲）                                     | MONA (VeAble) Ray Wakui (VeAble) | #KTちゃんとのコラボ作品                                                                             |
| #139 | 抱きしめて                                  | 2024年6月12日  | 花譜×崎山蒼志         | 崎山蒼志（作詞・作曲） Naoki Itai（編曲）                                                         | 市川稜                           | 崎山蒼志とのコラボ作品                                                                              |
| #141 | チューイン・ディスコ                        | 2024年8月21日  | 花譜×ツミキ           | ツミキ                                                                                            | 葛飾出身                         | ツミキとのコラボ作品                                                                                |
| #143 | 一世風靡                                    | 2024年11月27日 | 花譜×星街すいせい     | 真部脩一（作詞・作曲） HIDEYA KOJIMA（編曲）                                                      | 川サキケンジ                     | 星街すいせいとのコラボ作品                                                                          |
| #147 | My Life                                     | 2025年1月29日  | 花譜×Moe Shop         | tepe (OTOIRO)（作詞） Moe Shop（作曲・編曲）                                                      | 長澤宏宣                         | Moe Shopとのコラボ作品                                                                              |

### その他
| 曲名                                                            | 発表日         | アーティスト                    | 歌唱                            | 作詞・作曲・編曲                                                                                      | 備考 |
| --------------------------------------------------------------- | -------------- | ------------------------------- | ------------------------------- | --- | --- |
| 命に嫌われている（Prayer Ver.）                                 | 2019年9月7日   | 花譜                            | 花譜                            | カンザキイオリ                                                                                        | オリジナルの作者であるカンザキイオリによる新アレンジバージョン。 ギターは Guiano による。 |
| 死んでしまったのだろうか (2nd Ver.)                             | 2019年11月27日 | Guiano feat. 花譜               | 花譜                            | Guiano                                                                                                | Guiano 1st Album『Love & Music』に収録。 |
| ラブしい                                                        | 2020年9月7日   | Kizuna AI×花譜                  | Kizuna AI×花譜                  | 川谷絵音                                                                                              | 『愛と花』に収録。『ZONe immersive song project』への参加楽曲。 |
| 魔的 feat. 花譜                                                 | 2021年7月21日  | 理芽                            | 理芽、花譜                      | 笹川真生                                                                                              | V.W.P「派生曲」の一つ。理芽 1st album『NEW ROMANCER』、V.W.P『繁殖』に収録。 ミュージックビデオは理芽×花譜「魔的」として2024年3月13日に公開。                                                     |
| 痛みを(Qutabire Remix)                                          | 2021年12月10日 | 森先化歩                        | 森先化歩                        | カンザキイオリ（作詞・作曲） Qutabire（編曲）                                                         | 花譜は森先化歩のキャラクターボイス担当として参加。 「神椿市建設中。」をテーマとするコンピレーションアルバムである、 『Memories KAMITSUBAKI CITY UNDER CONSTRUCTION THEME SONGS COLLECTION』に収録 |
| あわく心模様                                                    | 2021年12月10日 | 森先化歩＆夜河世界              | 森先化歩＆夜河世界              | MIMI                                                                                                  | 花譜は森先化歩のキャラクターボイス担当として参加。 「神椿市建設中。」をテーマとするコンピレーションアルバムである、 『Memories KAMITSUBAKI CITY UNDER CONSTRUCTION THEME SONGS COLLECTION』に収録 |
| 抜刀 feat. 花譜                                                 | 2021年12月13日 | 羽生まゐご                      | 花譜                            | 羽生まゐご                                                                                            | 配信シングル「抜刀 feat.花譜」としてリリースされた。 |
| 神聖革命バーチャルリアリティ                                    | 2022年5月16日  | 花譜×VALIS                      | 花譜×VALIS                      | カンザキイオリ（作詞・作曲） 平田義久（編曲） たかやん（ラップアレンジ）                              | VALIS「革命バーチャルリアリティ」のアレンジバージョン。 ライブバージョンも公開されている。 |
| トウキョウ・シャンディ・ランデヴ feat. 花譜, ツミキ             | 2022年10月21日 | MAISONdes                       | 花譜                            | ツミキ（作詞・作曲）                                                                                  | テレビアニメ「うる星やつら」のエンディング・テーマ |
| クリスマス・イブ (Cover)                                        | 2022年11月6日  | 花譜                            | 花譜                            | 山下達郎（作詞・作曲）                                                                                | 日本テレビの番組「歌のシン・トップテン」にてカバー。 配信アルバム『シン・カバー produced by 歌のシン・トップテン』に収録。                                                                        |
| ツバメ～沼ハマバージョン                                        | 2022年12月2日  | 花譜                            | 花譜                            | Ayase（作詞・作曲） 晴いちばん（編曲）                                                                | NHKの番組「みんなのうた」にて放送。 |
| あるふぁYOU (prompt αU ver.)                                    | 2023年4月19日  | 花譜×EMA                        | 花譜×EMA                        | カンザキイオリ (作詞) カンザキイオリ/雄之助 (作曲・編曲)                                              | コラボレーションプロジェクト「prompt αU」テーマソング |
| マンネリウィークエンド feat.花譜                                | 2023年11月15日 | FAKE TYPE.                      | 花譜 トップハムハット狂         | トップハムハット狂（作詞） DYES IWASAKI（作曲）                                                       | FAKE TYPE.『FAKE SWING 2』に収録。 |
| カミサマキドリ feat. Takuya Yamanaka (from THE ORAL CIGARETTES) | 2024年1月18日  | Novel Core                      | Novel Core Takuya Yamanaka      | Novel Core/Takuya Yamanaka（作詞） Novel Core/Yuya Kumagai/Yuki Uchimura /Hibiki Sato/DJ KOTA（作曲） | 花譜はコーラスとして参加。 |
| ＆疾走(Reverse)ft.花譜                                          | 2024年1月31日  | Dios                            | たなか、花譜                    | Dios（作詞・作曲）                                                                                    | 『＆疾走 Deluxe ver.』に収録。 |
| BEKI feat. 花譜 (Prod. peko)                                    | 2024年2月28日  | #KTちゃん                       | #KTちゃん 花譜                  | 花譜（作詞・作曲） #KTちゃん（作詞・作曲） peko（作曲・編曲）                                         | 組曲2「ギミギミ逃避行 feat.#KTちゃん(Prod. peko)」と同日リリース。 |
| 一服                                                            | 2025年3月26日  | 花譜×幸祜                       | 花譜×幸祜                       | 内緒のピアス                                                                                          | V.W.P『繁殖』に収録。 |
| 秘密の言葉                                                      | 2024年8月8日   | アーリャ（CV：上坂すみれ）×花譜 | アーリャ（CV：上坂すみれ）×花譜 | 吉田崇展（作詞） ズーカラデル（作曲・編曲）                                                           | 「時々ボソッとロシア語でデレる隣のアーリャさん」 第6話 EDテーマ、デジタルリリース |
| わたしの声 -0b4k3 Remix-                                        | 2023年9月20日  | 花譜、0b4k3                     | 花譜                            | Shinichi Osawa（作詞・作曲） 0b4k3（編曲）                                                            | 組曲第14弾「わたしの声」のリミックス、デジタルリリース |
| ひみつを君に feat. 花譜                                         | 2024年9月11日  | GLIM SPANKY                     | GLIM SPANKY                     | 松尾レミ（作詞） GLIM SPANKY（作曲） 亀本寛貴（編曲）                                                 | シングルとしてリリース |
| 千年奏者                                                        | 2025年1月8日   | 花譜×Albemuth                   | 花譜×Albemuth                   | 真崎エリカ（作詞） 水野谷怜（作曲・編曲）                                                             | 『V.W.P 2nd ONE-MAN LIVE「現象II -魔女拡成-」』で初披露。 V.W.P『魔女ぷらす』に収録。 |
| DEADPOOL feat. 花譜                                             | 2025年1月22日  | 星街すいせい                    | 星街すいせい 花譜               | 春野                                                                                                  | 星街すいせい 3rdアルバム『新星目録』に収録。 |
| 彼女は今、迷宮の中。                                            | 2025年4月8日   | HoneyWorks feat. 花譜           | 花譜                            | HoneyWorks, MARUMOCHI                                                                                 | 『中禅寺先生物怪講義録 先生が謎を解いてしまうから。』オープニング主題歌。 |
| 明滅                                                            | 2025年4月14日  | 花譜                            | 花譜                            | Kanata Okajima, Hayato Yamamoto（作詞、作曲） Hayato Yamamoto（編曲）                                 | 『ゼンレスゾーンゼロ』のキャラクター、トリガーのイメージソング。 |
| ないてわめいてきらめいて feat. 花譜                             | 2025年4月16日  | 笹川真生                        | 笹川真生 花譜                   | 笹川真生                                                                                              | 笹川真生『STRANGE POP』に収録。 |
| 花十カクメイ前日譚                                              | 2025年6月11日  | 花譜 × 罪十罰                   | 花譜 × 罪十罰                   | | 『V.W.P 2nd ONE-MAN LIVE「現象II(再)」』にて発表。 V.W.P 2nd EP『魔女ぷらす2』に収録。 |

### 廻花として
|     | タイトル         | 発売日         | 作詞・作曲 | 編曲          | レーベル          |
| --- | ---------------- | -------------- | ---------- | ------------- | ----------------- |
| 1st | かいか           | 2024年4月24日  | 廻花       | Sosuke Oikawa | PHENOMENON RECORD |
| 2nd | テディベア       | 2024年8月28日  | 廻花       | Sosuke Oikawa | PHENOMENON RECORD |
| 3rd | ひぐらしのうた   | 2024年9月18日  | 廻花       | Sosuke Oikawa | PHENOMENON RECORD |
| 4th | スタンドバイミー | 2024年11月20日 | 廻花       | Sosuke Oikawa | PHENOMENON RECORD |

| タイトル   | 発売日                      | 作詞・作曲 | 編曲          |
| ---------- | --------------------------- | ---------- | ------------- |
| ターミナル | 2024年12月25日 （限定販売） | 廻花       | Sosuke Oikawa |

| タイトル                 | 公開日         | 作詞・作曲 | 編曲          | 映像制作 | 出演                       | 備考                                                                                            |
| ------------------------ | -------------- | ---------- | ------------- | -------- | -------------------------- | ----------------------------------------------------------------------------------------------- |
| 転校生                   | 2024年2月3日   | 廻花       | Sosuke Oikawa | 山戸結希 | 藤﨑ゆみあ・大平萌笑       | 『怪歌』（2024年1月14日）にて初披露。                                                           |
| かいか                   | 2024年2月24日  | 廻花       | Sosuke Oikawa | 荒船泰廣 | 廻花                       | 『怪歌』（2024年1月14日）にて初披露。                                                           |
| テディベア               | 2024年8月28日  | 廻花       | Sosuke Oikawa | 杉山弘樹 | 冨波心                     |                                                                                                 |
| ひぐらしのうた           | 2024年9月18日  | 廻花       | Sosuke Oikawa | 山戸結希 | 稲毛眞生                   | 『怪歌』（2024年1月14日）にて初披露。                                                           |
| スタンドバイミー         | 2024年11月20日 | 廻花       | Sosuke Oikawa | 山戸結希 | 峰平朔良・中田海斗・渡辺色 | 『怪歌』（2024年1月14日）にて初披露。                                                           |
| ターミナル               | 2024年12月26日 | 廻花       | Sosuke Oikawa | -        | -                          | 『怪歌』（2024年1月14日）にて発表。 YouTubeには12月26日に『怪歌(再)』でのライブMVが公開された。 |
| 東京、ぼくらは大丈夫かな | -              | 廻花       | Sosuke Oikawa | -        | -                          | 『怪歌(再)』（2024年11月3日）にて初披露。未リリース。                                           |

## 受賞歴
- のとく番〜アイは世界を繋ぐ〜2019 第一回Vアワード2019 Good Music賞最優秀賞受賞（2019年）
- CAMPFIRE CROWDFUNDING AWARD2019 総合賞（2019年）[477]
- 「Forbes JAPAN 30 UNDER 30 JAPAN 2022」エンターテインメント部門（2022年）[478] - 日本発の「世界に影響を与える30歳未満」に選出された30人のうちの一人[479][166]

## 関連作品

### 小説
楽曲「それを世界と言うんだね」は綾崎隼により『それを世界と言うんだね　空を落ちて、君と出会う』として小説化され、2023年3月13日にポプラ社から一般書と児童文庫レーベル・ポプラキミノベルで刊行された。楽曲「過去を喰らう」が人間六度により『過去を喰らう　(I am here) beyond you.』として小説化された。 

### ゲーム
2019年からKAMITSUBAKI STUDIOにより開発されているコンテンツ「神椿市建設中。」で森先化歩（もりさきかふ）を演じる。TRPGプロジェクト『神椿市建設中。NARRATIVE』や共創型ARGプロジェクト『神椿市建設中。EMERGENCE』が展開されており、その世界観をイメージしたコンピレーションアルバム『Memories KAMITSUBAKI CITY UNDER CONSTRUCTION THEME SONGS COLLECTION』が2021年12月10日にリリースされている。花譜演じる森先化歩は「痛みを(Qutabire Remix)」、「あわく心模様」を歌っている。2024年1月13日から14日にかけて開催されるライブイベント「神椿代々木決戦二〇二四」会場でボードゲーム『神椿市建設中。REGENERATE THE BOARD GAME』が先行販売された。
リズムゲーム Cytus II にオリジナル楽曲10曲が収録され、花譜自身は「Kaf」として登場するオリジナルストーリーが展開された。